# 康斯坦德·维尔容
康斯坦德·劳布舍尔·维尔容将军，SSA，SD，SOE，SM，MMM（1933年10月28日—2020年4月3日）是一名南非军官和政治人物。他是阿非利卡人民阵线的合作创始人和自由阵线（现名自由阵线加）的创始人。一般认为，他在一定程度上阻止了心怀不满的南非白人在后种族隔离大选前发起武装暴力运动。

## 军队生涯
1951年，维尔容考上了斯坦德顿高中。他于1956年获得比勒陀利亚大学的军事科学学位后，就加入了联邦防卫军。到了1974年时，他已被任命为南非陆军行动总指挥，后来又上任南非防卫军统帅的首席参谋。1977年，他被任命为陆军统帅，三年后接替马格努斯·马兰将军担任南非防卫军统帅:xv。

### 服役安哥拉
维尔容作为防卫军高级军官，指挥了1975年的疏林草原行动。他还被认为是南非史上第一场大规模空降袭击——即针对纳米比亚人组党起义分子策划的卡辛加战役的策划者。维尔容尽管身居高位，但仍然身先士卒，亲自前往战场督战，赢得了众多阿非利卡战友的尊敬。

## 政治生涯
一些人认为，维尔容的建议有助于令南非白人接受普选制度和自由选举，比如，他曾在富尔特雷克尔胡赫特的阿非利卡人兄弟会年会上发表过一篇著名的演讲，谈到他部队中的南非黑人：“他们要是能为南非而战，就理应能给南非投票！（As hulle kan veg vir Suid-Afrika, kan hulle stem vir Suid-Afrika!）”
1993年，维尔容等退休军官共同结成属于保守派的阿非利卡人民阵线。然而根据报道，维尔容与其他右翼政党领袖关系不佳，而后者认为他过于温和。

### 博普塔茨瓦纳行动与决定参加选举
1994年大选前，维尔容手中掌握着一支五万至六万人的准军事部队，有能力占领全国大部分地区。这支部队为了保护阿非利卡人的利益，设立了一个潜在的应急措施，並集结起来准备与非洲人国民大会的军事组织民族之矛开战。
1994年3月，维尔容领导数千名人民阵线民兵，保卫博普塔茨瓦纳的班图斯坦总统卢卡斯·曼霍佩，防止其被政变推翻。尽管阿非利卡人抵抗运动因其极端主义观点而被要求不参与此次行动，但该组织的民兵还是挺进了博普塔茨瓦纳，引发了与安全部队的冲突。
事发后不久，维尔容就退出了人民阵线，并发起了一场合法的竞选活动。他与一些人共同创立了一个代表保守派白人的新政党——自由阵线（Vryheidsfront）。一般认为，他参加选举的决定阻止了极右翼发动武装抵抗，在他退出政坛之际，南非政府承认他阻止了流血事件的爆发。
维尔容的决定至少在一定程度上，受到了其孪生兄弟亚伯拉罕·维尔容（Abraham Viljoen，即布拉姆·维尔容）的调解。当时，亚伯拉罕是一名反种族隔离活动家。

### 后种族隔离时代
自由阵线在维尔容的领导下，赢得了1994年大选中2.2%的民选票和9个议会席位，成为了除纳尔逊·曼德拉領導的民族團結政府外的最大党。虽然维尔容的支持者大多与南非政府及非国大意见相左，但是维尔容在曼德拉于1999年退出政坛之际大力称赞了曼德拉，甚至用曼德拉的母语——科萨语来结束自己的议会演讲：“安心地休息去吧。回到家里的树荫下休息去吧。”
2001年，维尔容将自由阵线的领导职位交给了彼得·米尔德，然后以自己在非国大主导的议会里工作不能得志为由，就此退出了政坛。

## 退休后
2003年时有消息称，维尔容成为了右翼准军事组织布雷马赫的目标，该组织认为，维尔容是个出卖阿非利卡人的“卑鄙叛徒”。
2008年，时年74岁的维尔容遭劫，于是当即“与两名劫匪激战起来”。事后，两名劫匪皆被逮捕。

## 逝世
2020年4月3日，自由阵线加现任领袖彼得·赫鲁内瓦尔德宣布，维尔容在林波波省奥里赫斯塔德的农场里因自然原因逝世，享年86岁。
维尔容身后留下了遗孀克里斯蒂娜·苏珊娜·赫克鲁特、四个儿子以及一个女儿。